# Vam i ne snilos
Vam i ne snilos (russisk: Вам и не снилось) er en sovjetisk spillefilm fra 1981 af Ilja Fres.

## Medvirkende
- Tatjana Aksjuta som Katja Sjevtjenko
- Nikita Mikhajlovskij som Roman Lavotjkin
- Jelena Solovej som Tatjana Koltsova
- Irina Mirosjnitjenko som Ljudmila Sergejevna
- Lidija Fedosejeva-Sjuksjina som Vera Vasiljevna Lavotjkina